# 에이스프라이트
에이스프라이트(Aseprite)는 픽셀 아트 드로잉 및 애니메이션을 위해 주로 설계된 소스 사용 이미지 편집기이다. 이 프로그램은 윈도우, macOS, 리눅스를 지원하며, 레이어, 프레임, 타일맵 지원, 명령줄 인터페이스, 루아 스크립팅 등 이미지 및 애니메이션 편집을 위한 다양한 도구를 제공한다. Igara Studio S.A.가 개발했고, 데이비드(David), 가스파(Gaspar), 마르틴 카펠로(Martín Capello)가 개발하였다. 에이스프라이트는 자유 소프트웨어나 오픈 소스 소프트웨어도 아니며, 프리웨어로 다운로드하거나 유료로 다운로드할 수 있다. 에이스프라이트의 소스 코드와 바이너리는 EULA, 교육 및 Steam 독점 라이센스에 따라 배포된다. 에이스프라이트의 자유 소프트웨어 포크인 리브레스프라이트( LibreSprite),는 에이스프라이트의 마지막 자유 소프트웨어 버전(GNU GPLv2 하의 자유 소프트웨어)에서 만들어졌다.

## 역사
에이스프라이트, 알레그로 스프라이트 편집기로 알려져 있는 프로그램은 2001년 첫 발매된 GPLv2 라이선스에 따른 자유 소프트웨어 프로젝트이다. 이 라이센스는 버전 v1.1.8에서 2016년 8월까지 유지되었으며, 개발자가 EULA로 전환하여 소프트웨어를 독점적으로 만들었다. 2016년 9월 1일, 메인 개발자인 데이비드 카펠로는 에이스프라이트 데브 블로그 (Aseprite Devblog)에 이러한 변화를 설명하는 글을 썼다. EULA는 다른 사용자가 에이스프라이트의 소스 코드를 다운로드하고 컴파일하여 개인적인 용도로 사용할 수 있도록 허용하지만 제3자에게 재배포하는 것은 금지한다. 라이선스 변경 이전과 이후 모두 에이스프라이트는 온라인, 스팀, itch.io, 등의 웹사이트에서 판매되었다.
에이스프라이트가 전유물이 된 후, 마지막 자유 라이선스 버전인 리브레 스프라이트(LibreSprite)에서 포크가 만들어졌다.
프로젝트의 코드 저장소는 Google 코드에서 호스팅되었고, 2014년 8월까지 GitHub으로 마이그레이션되어 현재까지 호스팅되고 있다. 2021년 11월 기준, 약 59명의 기부자와 약 14,000개의 별을 보유하고 있다. 2014년부터 2021년까지, 에이스프라이트는 66개의 서로 다른 릴리스가 있었다.
셀레스트와 같은 주목할 만한 게임들은 그래픽과 애니메이션을 위해 에이스프라이트를 사용했다.

## 디자인 및 기능
에이스프라이트의 주요 디자인 목적은 애니메이션 2D 픽셀 아트 스프라이트를 만드는 것이다. 그 특징들 중 일부는 다음을 포함한다:
- 레이어 및 프레임, 레이어 그룹화 및 애니메이션 태그 부착
- 픽셀 아트별 변환 및 도구(픽셀 완전 모드, 사용자 지정 브러시 등)
- 애니메이션 실시간 미리 보기 및 양파 껍질형 스킨 씌우기
- 타일 맵 및 타일 세트 모드
- 67개의 기본 팔레트를 포함한 색상 팔레트 관리
- 색상 프로파일 및 모드(RGBA, 인덱스 및 그레이스케일)
- 제곱 픽셀
- CLI(명령줄 인터페이스) 및 Lua 스크립팅.

에이스프라이트는 고유한 이진 파일 형식을 사용하여 데이터를 저장하며, 일반적으로 .ase or .aseprite 확장자 형식으로저장된다.
다른 서드파티 프로젝트들은 C#, 파이썬, 자바스크립트를 포함한 프로그래밍 언어, 그리고 유니티, 고도와 같은 게임 엔진에서.ase 파일의 파싱을 지원하기 위해 개발되었다.
이미지와 애니메이션은 PNG, GIF, FLC, FLI, JPEG, PCX, TGA, 비트맵을 포함한 다양한 파일 형식으로 내보낼 수 있다.

## 같이 볼것
- 픽셀 아트
- 디지털 아트
- 스프라이트 (컴퓨터 그래픽스)

## 같이 보기
- 디지털 아트
- 픽셀 아트